# Netřesk brvitý
Netřesk brvitý (Sempervivum ciliosum) je sukulentní rostlina z čeledi tlusticovitých (Crassulaceae). Tento druh netřesku pochází z Bulharska, Řecka, Albánie a Makedonie. Vytváří růžice šedozelených, špičatých, brvitých, dužnatých listů, v létě kvete žlutavými květy na cca 10 cm dlouhých stoncích. Je mrazuodolný, takže je často pěstován i v ČR jako skalnička.

## Galerie

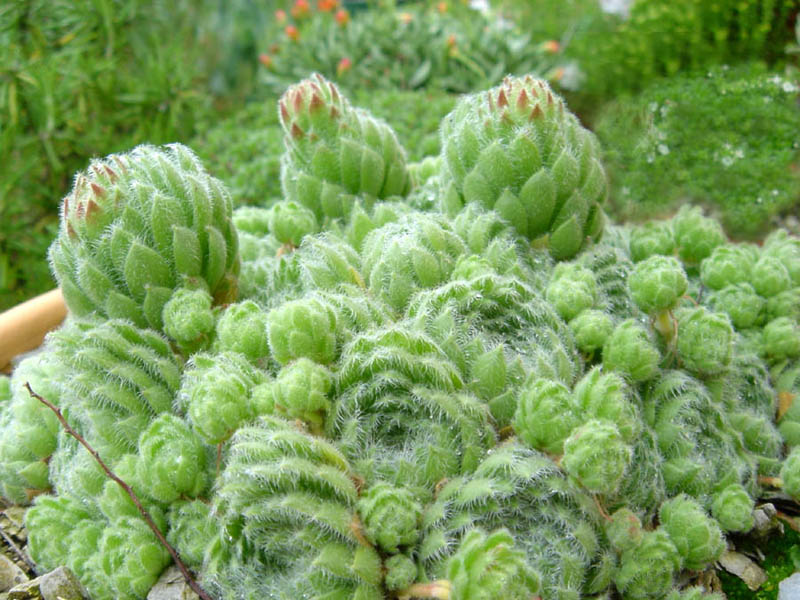
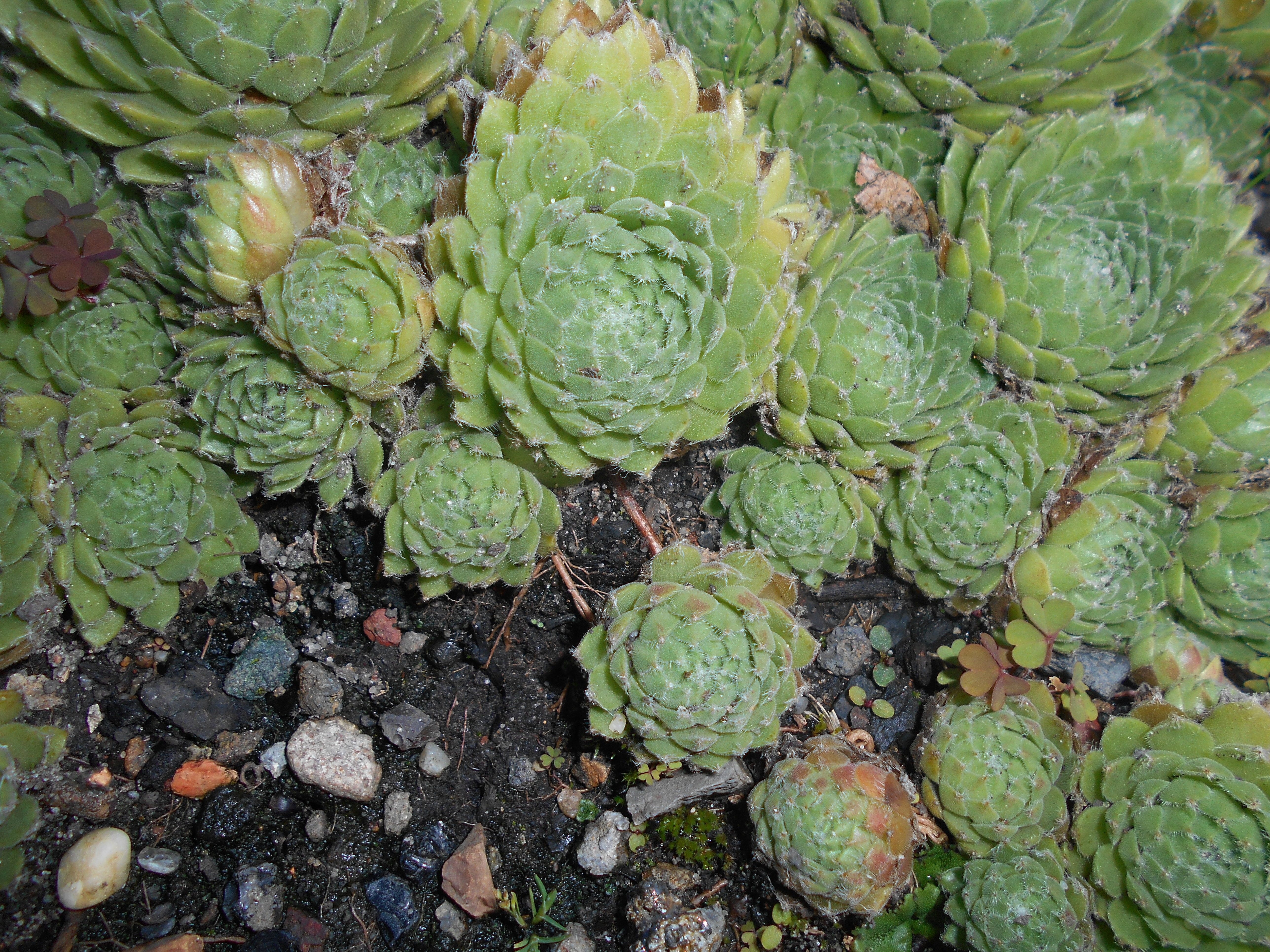
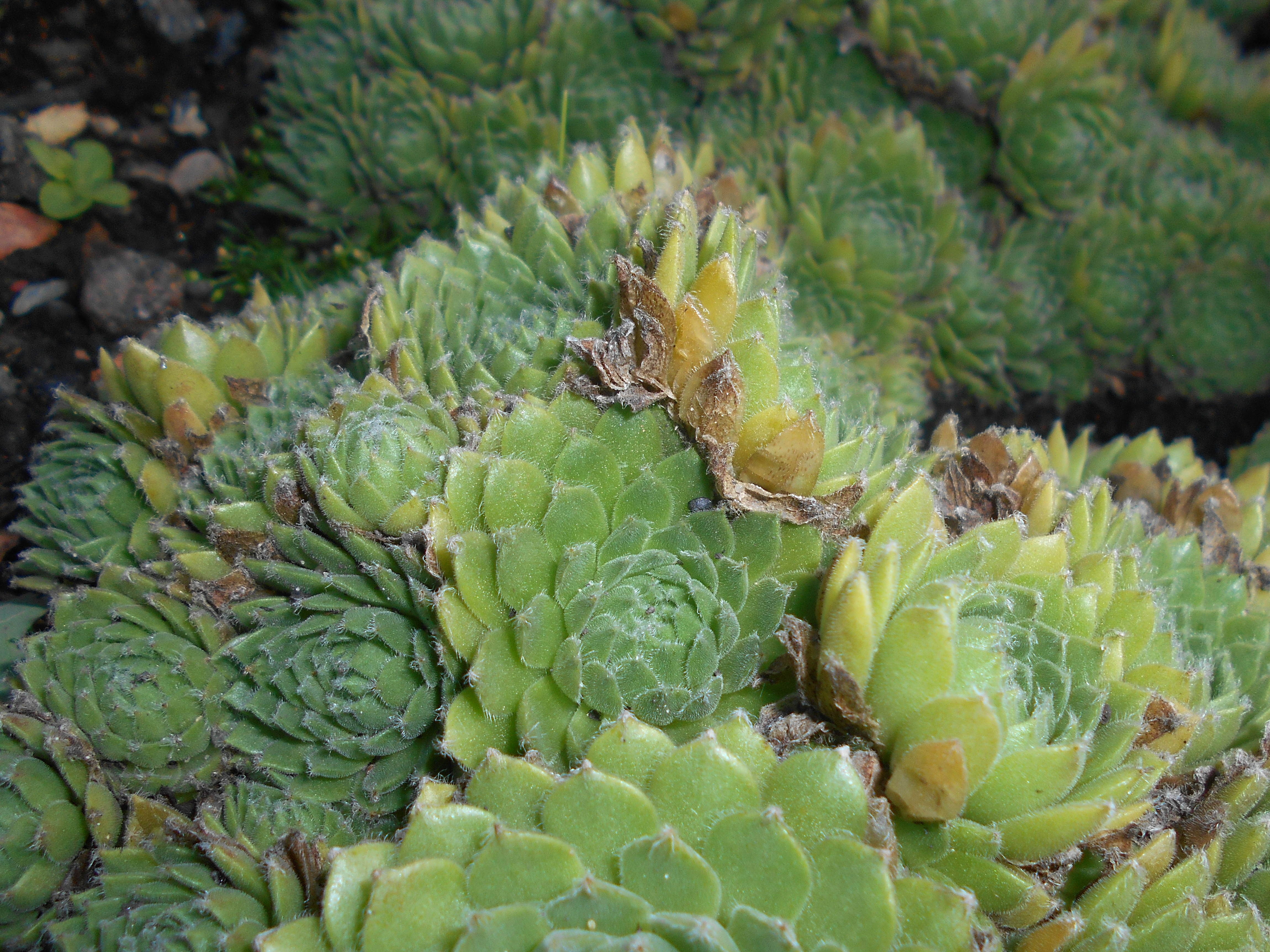
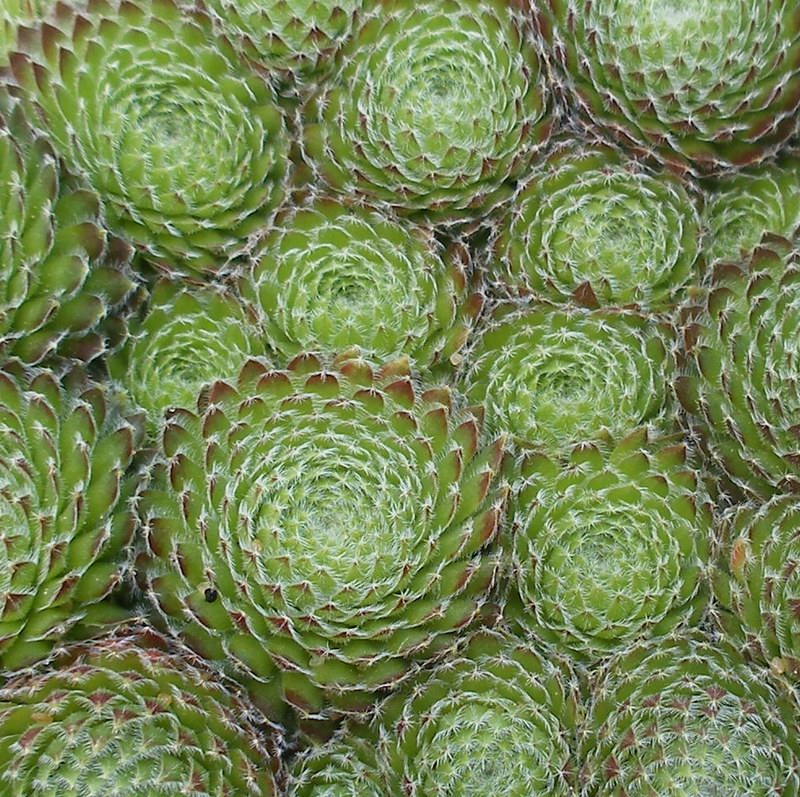
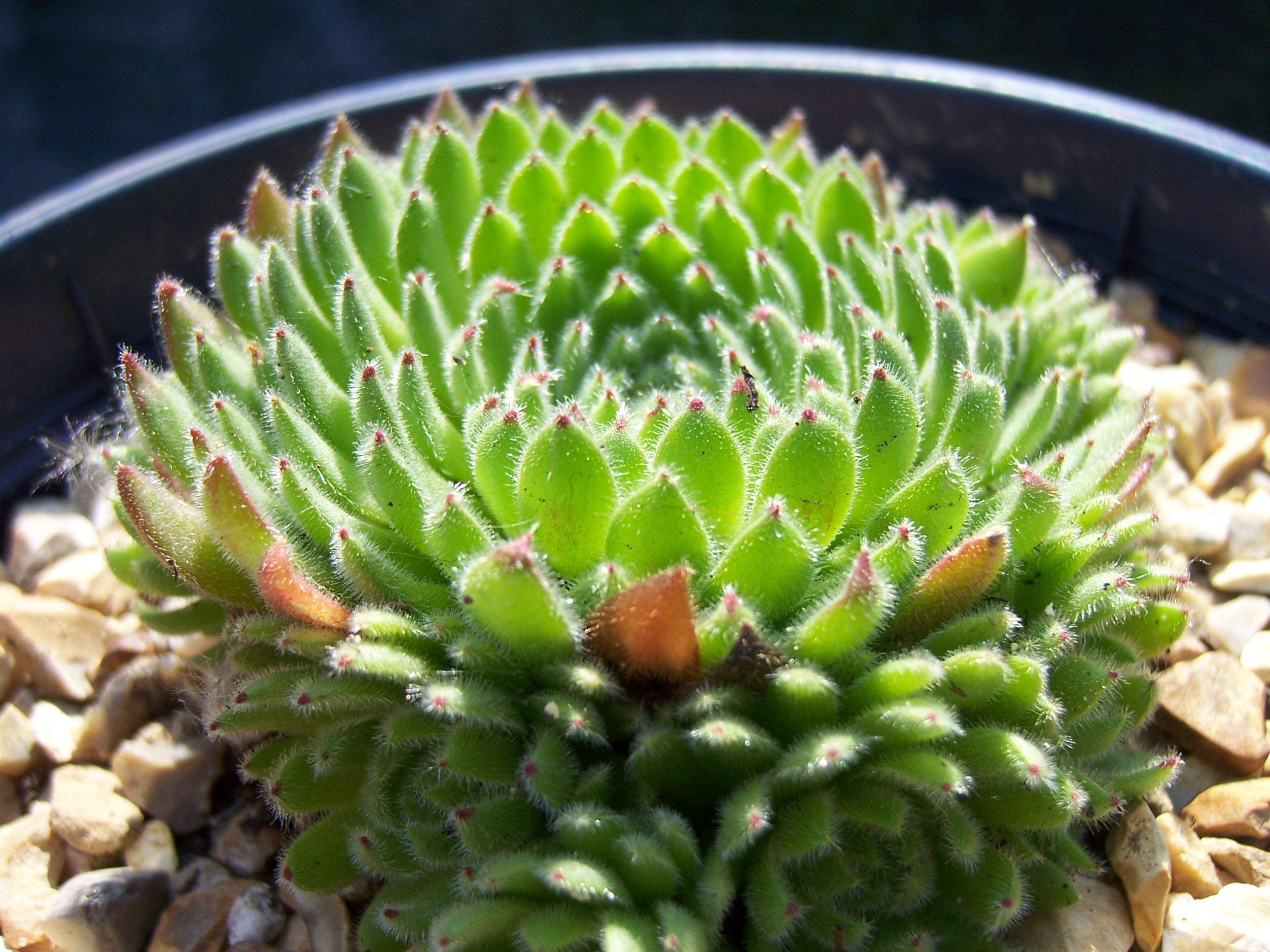
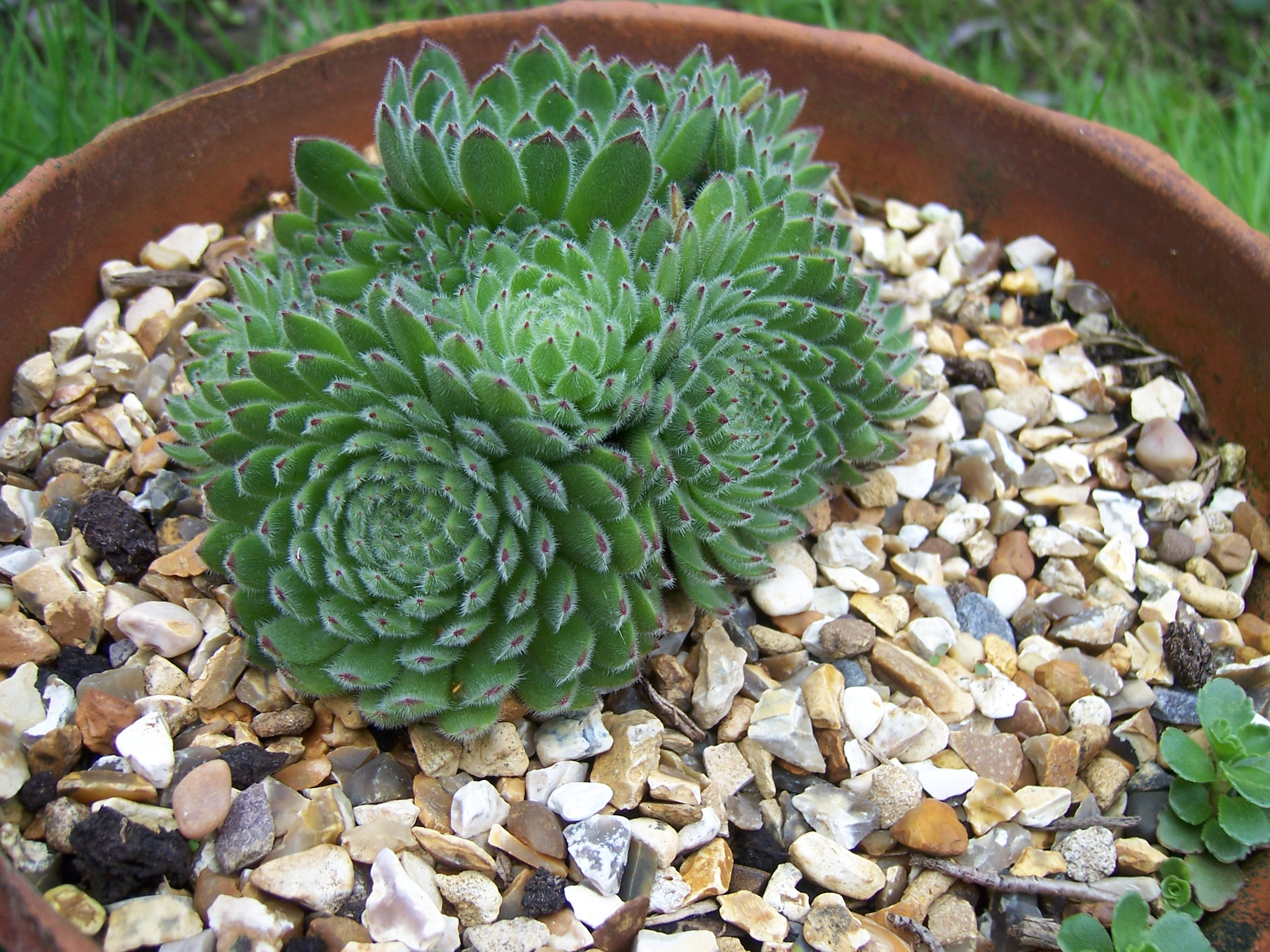